# Cephalorhynchus
Cephalorhynchus je rod plískavic (delfínotivých kytovců), jehož zástupci jsou rozšíření v Jižní Americe, jižní Africe a na Novém Zélandu. Jedná se o menší kytovce s omezeným výskytem v pobřežních vodách.

## Systematika
Rod formálně popsal britský přírodovědec John Edward Gray v roce 1846. Rodový název Cephalorhynchus pochází z řeckého kephale (hlava) a rhynchos (rypec), což odkazuje na pozvolný sklon od hlavy k rypci.
Do rodu Cephalorhynchus se řadí pouze čtyři druhy, avšak podle fylogenetické studie z roku 2006 je plískavice pestrá (Lagenorhynchus cruciger) a plískavice jižní (Lagenorhynchus australis) příbuznější spíše s rodem Cephalorhynchus než Lagenorhynchus, kam se tyto druhy zařazují.
Do rodu Cephalorhynchus se řadí následující druhy:
| Obrázek | Běžné jméno              | Vědecké jméno  | Výskyt                                                 |
| ------- | ------------------------ | -------------- | ------------------------------------------------------ |
|         | plískavice strakatá      | C. commersonii | jižní část Jižní Ameriky včetně Falklandů a Kerguelenů |
|         | plískavice chilská       | C. eutropia    | Chile                                                  |
|         | plískavice kapská        | C. heavisidii  | od severní Namibie po jižní cíp jižní Afriky           |
|         | plískavice novozélandská | C. hectori     | Nový Zéland                                            |